# Кнезе
Кнезе (нім. Kneese) — громада в Німеччині, розташована в землі Мекленбург-Передня Померанія. Входить до складу району Північно-Західний Мекленбург. Складова частина об'єднання громад Гадебуш.
Площа — 15,89 км2. Населення становить 349 ос. (станом на 31 грудня 2020).